# Charles Calvert Bowring
Pour les articles homonymes, voir Calvert.
Cet article possède un paronyme, voir Charles Calvert (homonymie).
Sir Charles Calvert Bowring (1872-1945) est un administrateur colonial britannique.

## Biographie
Charles Bowring suit sa scolarité au Clifton College, à Bristol. Il entre au Colonial Service en 1890. En 1909, il épouse Ethel Dorothy Watts, fille de G. K. Watts ; ils ont quatre fils et trois filles.

## Afrique orientale britannique / Kenya
Charles Bowring est recruté comme trésorier de l'Afrique orientale britannique en 1901, et Chief Secretary du gouvernement en 1911. Il est Chief Secretary de l'Afrique orientale britannique, plus tard nommée Kenya, de 1911 à 1924, date à laquelle il est fait gouverneur du Nyassaland. Durant cette période, il figure aussi parmi les dirigeants d'une Grande Loge maçonnique.
En octobre 1912, il est nommé à la commission du travail de l'Afrique orientale britannique. La commission publie un rapport en 1913, contenant les contributions écrites ou transcrites depuis l'oral de plus de deux cents Européens et soixante Africains. La plupart des témoignages ont été qualifiés de « manifestation concertée de malveillance négrophobe,. »
Entre 1917 et 1919, Charles Bowring est gouverneur exécutif de l'Afrique orientale britannique. C'est un moment où la colonie se remet d'une famine ; il y a pénurie de main-d'œuvre et les colons deviennent de plus en plus pressants. Charles Bowring n'est pas systématiquement favorable aux colons, il prend des mesures bénéficiant aux populations africaines et il est moins fanatique que la plupart des immigrants Indiens. Pourtant, face aux colons, il cède souvent à leurs demandes.
Il est opposé à l'extension de la franchise[Quoi ?] au-delà des colons. Il déclare : « Je suis entièrement d'accord qu'il serait néfaste d'étendre la franchise aux asiatiques et aux autochtones. Dans les circonstances qui affectent le protectorat, il est, à mon avis, essentiel que chaque race soit représentée séparément et tout système de franchise embrassant tous les sujets Britanniques serait inadapté en raison de la différence considérable en matière d'éducation, de développement intellectuel, de niveau de vie, d'intérêt aux questions locales et, en fait, de tout le tissu social des différentes races qui constituent la communauté des sujets Britanniques et des sujets sous protection britannique. »
Il soutient l'idée de nommer deux représentants des Indiens et un représentant des Africains au conseil législatif.
En réponse à une crise financière de la colonie, il propose d'augmenter l'impôt par tête et l'impôt sur les habitations (hut and poll taxes). En dépit des réticences du Colonial Office, il met en œuvre la mesure pour l'année fiscale 1920-1921.
Quoiqu'approuvant l'idée d'accueillir comme colons des vétérans de la première Guerre mondiale, il souligne qu'il y a pénurie de terres et de main-d'œuvre, et déclare que chaque colon devrait disposer d'un capital d'au moins 500 ₤.
Il est extrêmement favorable à l'extension du chemin de fer au travers du plateau d'Uasin Gishu, pour le bénéfice des colons de cette zone.

## Nyassaland
Charles Bowring devient gouverneur et commandant en chef du Nyassaland en 1923. Il occupe cette fonction jusqu'au 30 mai 1929.
En octobre 1925, il pose la première pierre des nouveaux bâtiment de Livingstonia, où Robert Laws veut développer une université pour les Africains du Nyassaland et des colonies voisines. Il écrit : « Livingstonia me plaît énormément comme centre de formation du fait de son relatif isolement et, en même temps, de son accessibilité. Les étudiants sont loin des nombreuses tentations de la ville, qui peut cependant être facilement rejointe par le lac et avec laquelle on reste en contact par le télégraphe,. »
Charles Bowring pense que le futur du Nyassaland passe par le développement de l'agriculture. Quelques Européens seraient impliqués mais les terres seraient développées par des Africains instruits par les Européens. Il est contre l'idée d'accorder de vastes étendues de terres pour l'usage des Européens. Face à la pénurie de terrains pour les Africains dans les hautes-terres de la Shire, il déclare « la seule façon de faire face au problème est de reconquérir auprès des propriétaires fonciers des parcelles d'une surface suffisante pour accueillir les autochtones qui résident actuellement dans les domaines d'une manière satisfaisante pour eux et pour le gouvernement qui ne peut pas trouver ailleurs des terres de la Couronne. » Pour financer cela, il propose une taxe foncière graduée, frappant plus fortement les plus grands domaines.
Il y a des atermoiements et des discussions à propos de ces réformes. Dans la seconde moitié de l'année 1926, Charles Bowring retourne en Angleterre, pendant ses vacances, pour rencontrer des représentants du Colonial Office, mais il ne peut obtenir le règlement du problème foncier. En 1927, il soumet un projet de loi révisé au conseil législatif et, finalement, en 1928, la loi (Ordonnance sur les autochtones des domaines privés) est passée. Les résidents Africains sont redevables d'un loyer équivalent à deux ou trois mois de revenus, en contrepartie duquel ils obtiennent un terrain assez vaste pour leur agriculture familiale et suffisamment de matériaux pour construire une habitation. Le propriétaire ne peut réclamer un loyer s'il refuse de fournir du travail.
La politique officielle du Nyassaland est de regrouper les villages pour en faciliter la gestion et le contrôle. Mais, à la fin des années 1920, la pratique est largement abandonnée. Charles Bowring tente de la relancer, en s'appuyant sur les chefs locaux et les officiers des districts, mais cela s'arrête à nouveau lorsqu'il quitte sa fonction. Sur la question de l'avenir de la Rhodésie du Nord (l'actuelle Zambie), il est en faveur d'une tripartition. Une partie irait à l'Afrique du Sud, une partie à la Rhodésie du Sud (l'actuel Zimbabwe) tandis que le nord-est serait adjoint au Nyassaland dans une fédération est-africaine.

### Traduction
- (en) Cet article est partiellement ou en totalité issu de l’article de Wikipédia en anglais intitulé « Charles Calvert Bowring » (voir la liste des auteurs).

### Citations originelles
1. ↑  (en) « concerted display of negrophobe malevolence. »
2. ↑  (en) « I am in entire agreement that it would be undesirable to extend the franchise to Asiatics and Natives. In the special circumstances affecting this protectorate, it is in my opinion essential that each race shall be separately represented and that any general scheme of franchise embracing all British subjects would be most unsuitable because of the complete difference in the education, mental development, standard of living, local interests, and in fact the whole social fabric of the various races which constitute the local community of British subjects and British protected subjects. »
3. ↑  (en) « Livingstonia appeals to me enormously as a training centre because of its comparative isolation and at the same time easy accessibility. The students are away from the many temptations of town life, and within easy reach by the lake and in touch by telegraph »
4. ↑  (en) « the only method of dealing with the problem is to re-acquire from the landowners convenient blocks of sufficient area to accommodate the natives at present resident on the estates for whom accommodation acceptable to them and to Government cannot be provided elsewhere on Crown Land. »